# 화유기
《화유기》는 tvN에서 2017년 12월 23일부터 2018년 3월 4일까지 방영된 tvN 토일 드라마이다.

## 등장 인물

### 주요 인물
- 이승기 : 손오공 역 - 원숭이 요괴
- 차승원 : 우휘 (우마왕) 역 - 루시퍼기획 회장, 흰소 요괴
- 오연서 : 진선미 (삼장법사) 역 (아역 갈소원) - 한빛부동산 대표

### 우마왕의 주변 인물
- 이홍기 : P.K (저팔계) 역 - 톱스타, 멧돼지 요괴
- 이엘 : 마지영 역 - 우마왕의 비서, 개 요괴

### 손오공의 주변 인물
- 장광 : 윤대식 (사오정) 역 - No.1 대기업 회장, 돈 끌어모으는 재물 요괴
- 성혁 : 동장군 (하선녀의 오빠) 역 - 공원 아이스크림 가게 사장 ファユキ、孫悟空の頭お兄さんの車のテウン最強値イ・スンギ

### 진선미의 주변 인물
- 김성오 : 이한주 역 - 한빛부동산 직원

### 그 외 주변 인물
- 윤보라 : 앨리스 / 옥룡 역 - 대왕문어, 용왕의 아들. 현재 탑모델 앨리스의 몸에 잠시 기거 중
- 이세영 : 좀비소녀 진부자 / 정세라 / 아사녀 역
- 성지루 : 수보리 조사 역 - 손오공의 스승, 우마왕의 벗

### 그 외 인물
- 송종호 : 강대성 역 - 한국대 사학과 교수
- 박상훈 : 은성 역
- 마이클 리 : 조나단 역 (아역 김현빈)
- 원 : 젊은 청년 홍해아 역 - 방물장수의 손자, 우마왕과 나찰녀의 아들
- 정재은 : 외숙모 역
- 강성필 : 조폭 역
- 김미혜 : 꽃집여자 역
- 오유미
- 이재은
- 전해룡
- 최대성 : 방송국PD 역
- 임지현
- 주우
- 이승희
- 김상일
- 손유락
- 최한호
- 박한나
- 김송이
- 박도준
- 김민선
- 이용이 : 진선미의 외할머니 역
- 이은조
- 임지현
- 류정
- 정나진
- 혜주
- 한소연
- 한창현
- 정미경
- 김지예
- 김동수 : 조폭 역
- 함나영 : 아키코 역
- 한지선
- 지성근
- 서원덕
- 김나무
- 송민희
- 윤예나
- 김수진
- 은서라
- 정미혜
- 유필란
- 김성준
- 정현성
- 김아람
- 손영순 : 노점상 할머니 역
- 이승훈
- 서윤아 : 미주 역
- 정성윤
- 신난애
- 현승진
- 채유희
- 최한호
- 정근정
- 한다정
- 나도율
- 한동환
- 조선묵
- 김도형
- 서영삼
- 박승태 : 강명자 역
- 김영조
- 공윤찬
- 방수진 : 인어 역
- 김왕은
- 장준현
- 박노식 : 독취(악플악귀) 역
- 류지훈
- 장태민
- 김대국
- 손동수
- 오태은
- 옥예린 : 한별 역
- 최승훈 : 이수정의 오빠 역
- 오아린 : 이수정 역
- 리민 : 박 씨 역
- 옥주리
- 한성용
- 금동현
- 김현
- 윤영주
- 성낙경 : 조세팔 역
- 손승훈
- 이시은
- 서은우 : 하선녀 역
- 오연아 : 백로 역
- 조선묵
- 김승준
- 석윤호
- 박서연
- 박병훈
- 김아라
- 송인섭
- 김현태
- 민대식
- 황명환
- 김범용
- 박팔영
- 권혁수
- 김진양
- 지웅
- 김현
- 박용
- 이정성
- 손정림
- 고원석
- 감례인
- 강충훈
- 김희열
- 명석근
- 유영빈
- 김명진
- 권용식 : STAFF 역
- 유연우
- 김지은
- 오진하
- 주서은
- 이다해 : 예신회원 역

### 특별출연
- 김형석 : 슈퍼스타 오디션 심사위원 김형석 역
- 김연우 : 슈퍼스타 오디션 심사위원 김연우 역
- 백승희 : 목각귀 신부 역
- 김정근
- 김지성 : 귀신 역
- 연정 : 이다인 역
- 이은형 : 신혼부부 역
- 강재준 : 신혼부부 역
- 민성욱 : 색정귀 역
- 박슬기 : 리포터 역
- 임예진 : 방물장수 역
- 장근석 : 공작 역
- 김지수 : 나찰녀 / 서윤희 역
- 이소연 : 악귀 책장수 역

## 촬영지
- 소래습지생태공원
- 워커바웃
- 에버랜드 - 매직 가든
- 대장금파크
- 송도 센트럴파크
- 씨밋갤러리 - 푸르지오 밸리
- 합천영상테마파크
- 이상한 나라의 미쓰윤
- 경기도박물관
- 문화공감 수정 - 정란각
- 담쟁이
- 남산서울타워(사랑의 열쇠)
- 인천차이나타운
- 베뉴지 웨딩
- 최인아책방

## 시청률
최저 시청률과 최고 시청률은 시청률 조사회사와 지역별로 시청률에 차이가 있을 수 있습니다.
| 2017년 | 2017년    | 2017년     | 2017년      |
| 회차   | 방송일    | AGB 시청률 | TNmS 시청률 |
| ------ | --------- | ---------- | ----------- |
| 제1회  | 12월 23일 | 5.290%     | 4.9%        |
| 제2회  | 12월 24일 | 4.849%     | 5.4%        |
| 2018년 |           |            |             |
| 제3회  | 1월 6일   | 5.614%     | 7.1%        |
| 제4회  | 1월 7일   | 6.060%     | 7.0%        |
| 제5회  | 1월 13일  | 6.102%     | 6.2%        |
| 제6회  | 1월 14일  | 6.942%     | 7.2%        |
| 제7회  | 1월 20일  | 5.131%     | 6.1%        |
| 제8회  | 1월 21일  | 5.822%     | 6.4%        |
| 제9회  | 1월 27일  | 5.054%     | 5.8%        |
| 제10회 | 1월 28일  | 6.271%     | 6.6%        |
| 제11회 | 2월 3일   | 5.705%     | 6.5%        |
| 제12회 | 2월 4일   | 5.605%     | 6.1%        |
| 제13회 | 2월 10일  | 4.397%     | 5.0%        |
| 제14회 | 2월 11일  | 5.517%     | 6.2%        |
| 제15회 | 2월 17일  | 3.586%     | 4.5%        |
| 제16회 | 2월 18일  | 4.250%     | 4.6%        |
| 제17회 | 2월 24일  | 3.821%     | 5.0%        |
| 제18회 | 2월 25일  | 5.472%     | 6.2%        |
| 제19회 | 3월 3일   | 5.945%     | 6.8%        |
| 제20회 | 3월 4일   | 6.881%     | 7.4%        |

## 결방 사유 및 편성 변경 및 방송 사고
- 2017년 12월 24일 : CG 처리미숙으로 지연방송 및 갑작스러운 방송 마무리.
- 2017년 12월 25일 : 12월 24일 방송사고로 인해 2회는 오후 6시 10분에 재편성되어 방송됨.
- 2017년 12월 30일 : 알아두면 쓸데없는 신비한 잡학사전 시즌 2 재방송 편성으로 결방.
- 2017년 12월 31일 : 인생술집 재방송 편성으로 결방.

## 사건·사고
표절 논란에 휩싸이기도 했으며 첫 회 전날인 2017년 12월 23일 한 스태프가 천장에 조명을 달다 추락사고를 당했고 이 과정에서 스태프 A씨의 소속회사인 MBC아트가 그 해 12월 28일 제작사(JS픽쳐스) 법인,대표,미술감독을 업무상 과실치상,공갈,협박 등의 혐의로 경찰에 고발했다.

## 같이 보기
- 타임슬립
- 대한민국의 텔레비전 드라마 목록 (ㅎ)
- 2017년 대한민국의 텔레비전 드라마 목록